# Graben (Lechfeld)

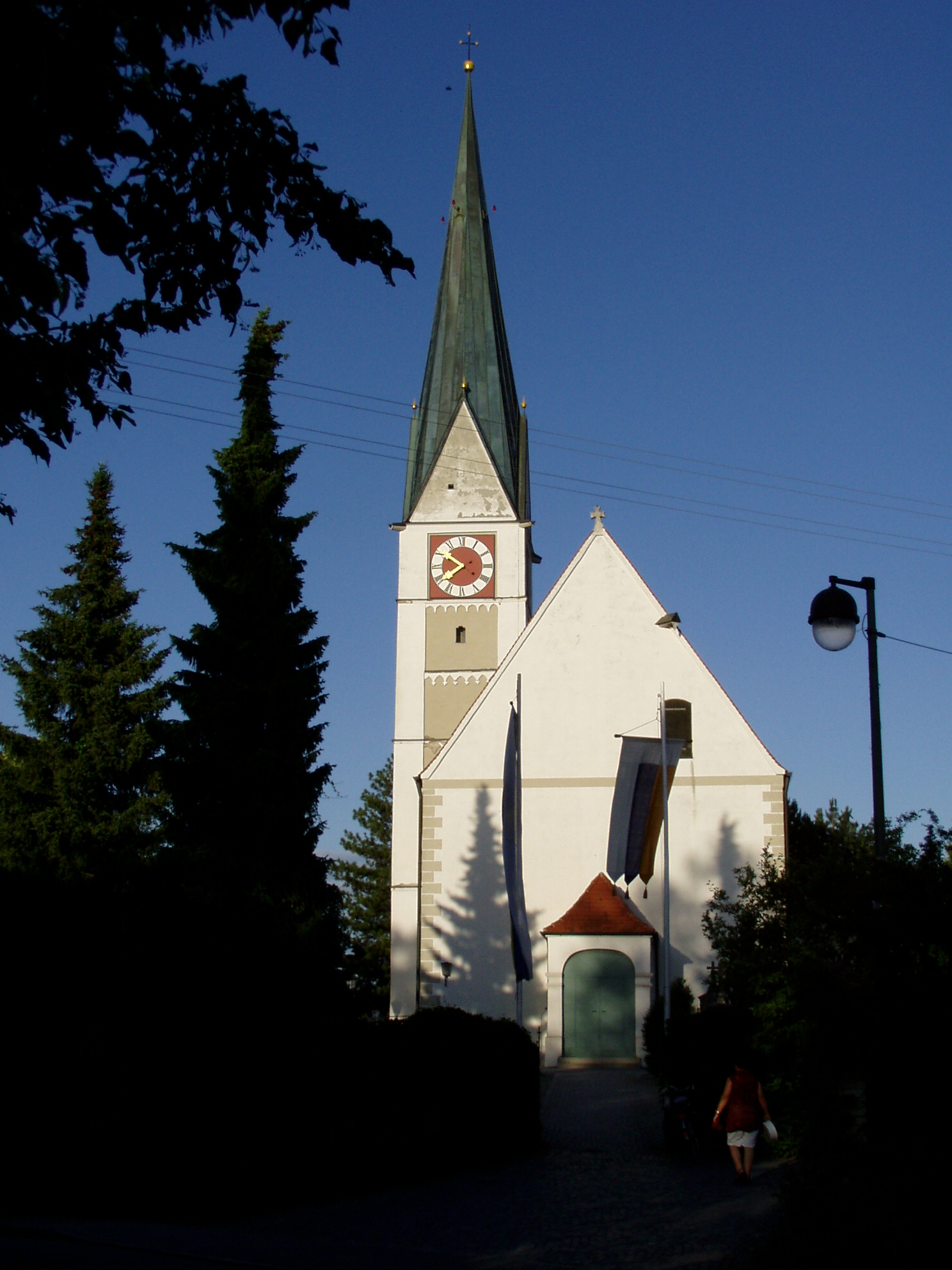
Graben – Kirche

Graben ist eine Gemeinde im schwäbischen Landkreis Augsburg. Es ist der Heimatort der Familie Fugger.

## Geographie

### Lage
Der Hauptort liegt etwa 20 Kilometer südlich von Augsburg zwischen Lech und Wertach auf dem Lechfeld. Etwa fünf Kilometer westlich von Graben befindet sich die Stadt Schwabmünchen.

### Gemeindeteile
Es gibt zwei Gemeindeteile (in Klammern ist der Siedlungstyp angegeben):
- Graben (Pfarrdorf)
- Lagerlechfeld, nördlicher Teil (Pfarrdorf)

## Geschichte

### Bis zur Gemeindegründung

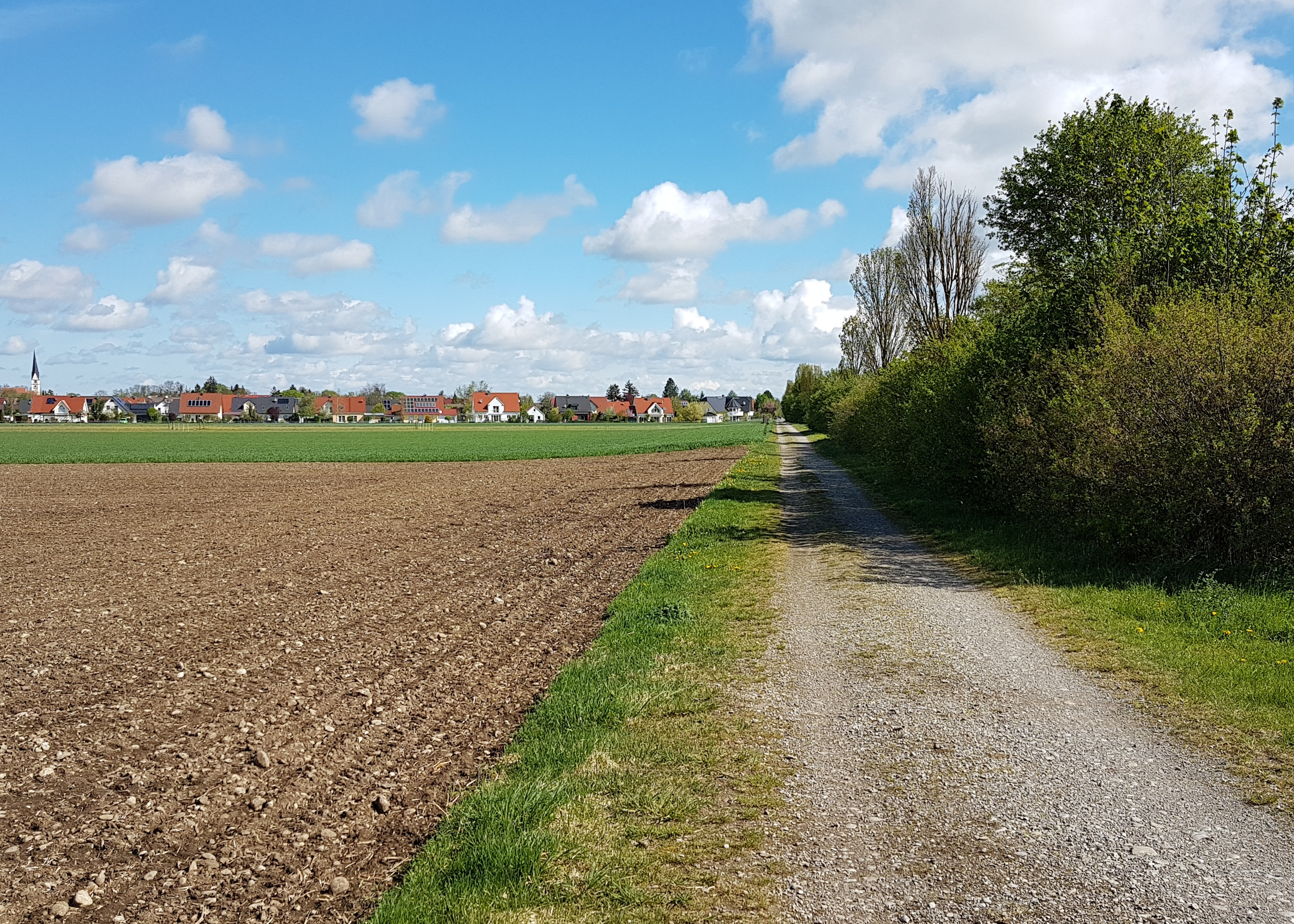
Via Claudia Augusta südlich von Graben

955 fand die Schlacht auf dem Lechfeld statt. 1063 erfolgte die erste urkundliche Erwähnung des Dorfes Graben als „ecclesia Grabon“. Der Ortsname wird als Bezug zu der römischen Fernwasserleitung gedeutet, welche, sofern die archäologischen Spuren richtig gedeutet sind, als Kanalleitung mit 2,5 m Tiefe und 7–8 m Breite und mit einem Gefälle von rund 3 Promille möglicherweise aus dem Hurlacher Quellreservoir kommend zur Wasserversorgung des 35 km entfernten Augusta Vindelicum angelegt worden und nach dem Abzug der Römer verfallen war. Siehe dazu auch Anfänge des Augsburger Wasserbaus in der Römerzeit.

Graben liegt an der als Bodendenkmal geschützten römischen Fernstraße Via Claudia Augusta, die heute noch deutlich sichtbar als Römerstraße geradlinig durch den Ort und über die angrenzenden Felder verläuft.
Bischof Heinrich II. von Augsburg vermachte die Kirche mit 2 Hufen Acker dem Domkapitel zu Augsburg. Das Rittergeschlecht „derer von Graben“ herrschte um 1100 in Graben im Namen des Domkapitels. 1170 erwarben die Grafen von Marstetten Besitz in Graben. 1350 wurde in Graben ein Domherrenamt errichtet. Die Pfarrkirche wurde 1354 neu gebaut.
Im Jahre 1367 zog der Gräbinger Weber Hans Fugger nach Augsburg und wurde 1386 zum ersten Zunftmeister der Weber in Augsburg, wodurch der Grundstein für das spätere Wirtschaftsimperium der Fugger gelegt wurde. Die Symbole der beiden Fuggerlinien Fugger vom Reh und Fugger von der Lilie sind noch heute im Gemeindewappen von Graben vereinigt. Das jeweilige Haupt der fürstlichen Linie Fugger-Babenhausen ist seit 1899 automatisch Ehrenbürger von Graben. Lukas Fugger zog 1504 nach Graben zurück. Im selben Jahr erfolgte der Umbau der Kirche von Graben.
Der Friedhof um die Kirche wurde 1513 zu einer Kirchenburg ausgebaut. Gräbinger Bauern nahmen 1525 am Bauernkrieg teil. 1625 herrschte die Pest im Dorf. 1635 trat sie wiederum auf. Graben hatte nur noch 80 Einwohner. Das schwedisch-französische Heer lagerte 1648 bei Graben. Ein erster Schulbetrieb in Graben ist 1769 nachzuweisen. 1772 gab es eine Fleckfieberepidemie (Faulfieber) mit 30 Toten. Napoleons Soldaten besetzten Graben im Jahr 1800.
Das Domstift Augsburg übte die Grund- und Ortsherrschaft in Graben bis 1803 aus. Mit dem Reichsdeputationshauptschluss kam der Ort zu Bayern. Im Zuge der Verwaltungsreformen in Bayern entstand mit dem Gemeindeedikt von 1818 die heutige Gemeinde.

### 19. und 20. Jahrhundert
Ab 1864 kam das Militär auf das zu Graben gehörende Lechfeld. Ab 1912 begann dort der militärische Flugbetrieb. Seit 7. Juli 1956 ist die Bundeswehr offiziell vor Ort. Seitdem ist Lagerlechfeld wieder Militärflugplatz und Heimat von Teilen des Ausbildungszentrums CIR und des Jagdbombergeschwaders 32.
1978 kam Graben durch die Gemeindegebietsreform zur Verwaltungsgemeinschaft Lechfeld. 1994 wurde der Ort wieder eine Einheitsgemeinde.

### Einwohnerentwicklung
Die Gemeinde wuchs von 1988 bis 2008 um 1601 Einwohner bzw. rd. 88 %. Zwischen 1988 und 2018 wuchs die Gemeinde von 1817 auf 3996 um 2179 Einwohner bzw. um 119,9 % – der höchste prozentuale Zuwachs im Landkreis in dem genannten Zeitraum.

## Politik

### Bürgermeister
Seit 2008 ist Andreas Scharf Bürgermeister (Bündnis Lechfeld/CSU) Erster Bürgermeister; dieser wurde am 15. März 2020 mit 91,9 % der Stimmen für weitere sechs Jahre im Amt bestätigt. Sein Vorgänger war Hans Winkler (CSU).

### Gemeinderat
Der Gemeinderat setzt sich aus 16 Mitgliedern zusammen. Weiteres Mitglied und Vorsitzender des Gemeinderates ist der Erste Bürgermeister. Die Kommunalwahl am 15. März 2020 brachte folgendes Ergebnis:
- CSU: 6 Sitze (34,4 %)
- Wir für Graben: 5 Sitze (30,1 %)
- Bündnis Lechfeld: 3 Sitze (21,6 %)
- Bündnis 90/Die Grünen: 2 Sitze (14,0 %)

### Wappen
| Wappen von Graben (Lechfeld) | Blasonierung: „In Blau über einem silbernen Schaufelblatt ein steigendes goldenes Reh, darüber im linken Obereck eine goldene Lilie.“ |
| Wappen von Graben (Lechfeld) | Wappenbegründung: Aus der Zeit um 1810 ist ein kleines Siegel mit der Umschrift „Gemeindeverwaltung Graben“ bekannt, das in einem Schild eine Schaufel zeigt. Die Schaufel steht für den Ortsnamen, der schon im 11. Jahrhundert belegt ist und „bei den Gräben“ bedeutet. Es handelt sich dabei um alte Bewässerungsanlagen, vielleicht sogar römischen Ursprungs. Das Reichsheroldenamt stimmte 1837 dem Hoheitszeichen zu, wünschte aber das Wappenbild in ein Schild mit den Farben der Stadt Augsburg, Rot und Grün, um die engen Handelsbeziehungen des Ortes mit der ehemaligen Reichsstadt darzustellen. Diesem Vorschlag folgend zeigte das Wappen in Grün einen roten Pfahl, darin eine silberne Grabschaufel. König Ludwig I. genehmigte durch Signat Wappen und Siegel am 29. September 1837. Das neue Gemeindewappen zeigt weiterhin das überlieferte Sinnbild des Ortes, die Schaufel, möchte aber zugleich mehr auf die Geschichte des Ortes eingehen. Graben ist der Heimatort der Fugger. Nach der Trennung der Familie in der Mitte des 15. Jahrhunderts in die Linien Fugger vom Reh und Fugger von der Lilie kam es auch zu einer Teilung des umfangreichen Grundbesitzes in Graben. Dies kommt mit der Darstellung der beiden Figuren Reh und Lilie zum Ausdruck, die den beiden Familienwappen entnommen sind, ebenso wie die Farben Gold und Blau. Dieses Wappen wird seit 1837 geführt. |

## Baudenkmäler
- Pfarrkirche St. Ulrich und Afra
- Evangelische Versöhnungskirche in Lechfeld

## Wirtschaft und Infrastruktur

### Schulen und Kindergärten
- Grundschule Graben
- Pfiffikus
- Villa Kunterbunt

### Wirtschaft
2011 eröffnete der Versandhändler amazon.de ein Logistikzentrum im Gewerbegebiet Lechfeld, unmittelbar an der B 17. Im April 2012 waren dort 1200 Arbeitskräfte angestellt, in der Weihnachtszeit 2011 zusätzlich rund 1300 Kurzzeit-Beschäftigte. Für die verkehrstechnische Erschließung, auch der ebenfalls dort angesiedelten Logistikzentren der Unternehmen Lidl, Aldi Süd (Kleinaitingen) und DHL, wurde im Oktober 2012 der Haltepunkt Graben (Lechfeld) Gewerbepark an der Bahnstrecke Bobingen–Kaufering eröffnet.  Im Februar/März 2018 eröffnete der Paketdienst Hermes ein Logistik Center.